# Ostichthys sufensis
Az Ostichthys sufensis a sugarasúszójú halak (Actinopterygii) osztályának nyálkásfejűhal-alakúak (Beryciformes) rendjébe, ezen belül a mókushalfélék (Holocentridae) családjába tartozó faj.

## Rendszertani besorolása
Korábban az Ostichthys hypsipterygion Randall, Shimizu & Yamakawa, 1982 elszigetelt állományának vélték, azonban újabban megkapta az önálló faji státuszt.

## Előfordulása
Az Ostichthys sufensis előfordulási területe az Indiai-óceán nyugati felén, valamint a Vörös-tengerben van.

## Megjelenése
Mérete elérheti a 15 centiméter hosszúságot. A hátúszóján 12 tüske és 13 sugár látható. Az oldalvonalán 28 pikkelye van. Az élő példány feje, háti része és oldalai világos vörösek, a pikkelyeken ezüstös-fehér foltok vannak, ezek töredezett hosszanti vonalakat eredményeznek; elpusztulva elmosódnak a színei.

## Életmódja
Trópusi mélytengeri halfaj, amely általában 250-300 méteres mélységekben tartózkodik. A mélytengeri szirtek közelében él.